# Đồng phục học sinh

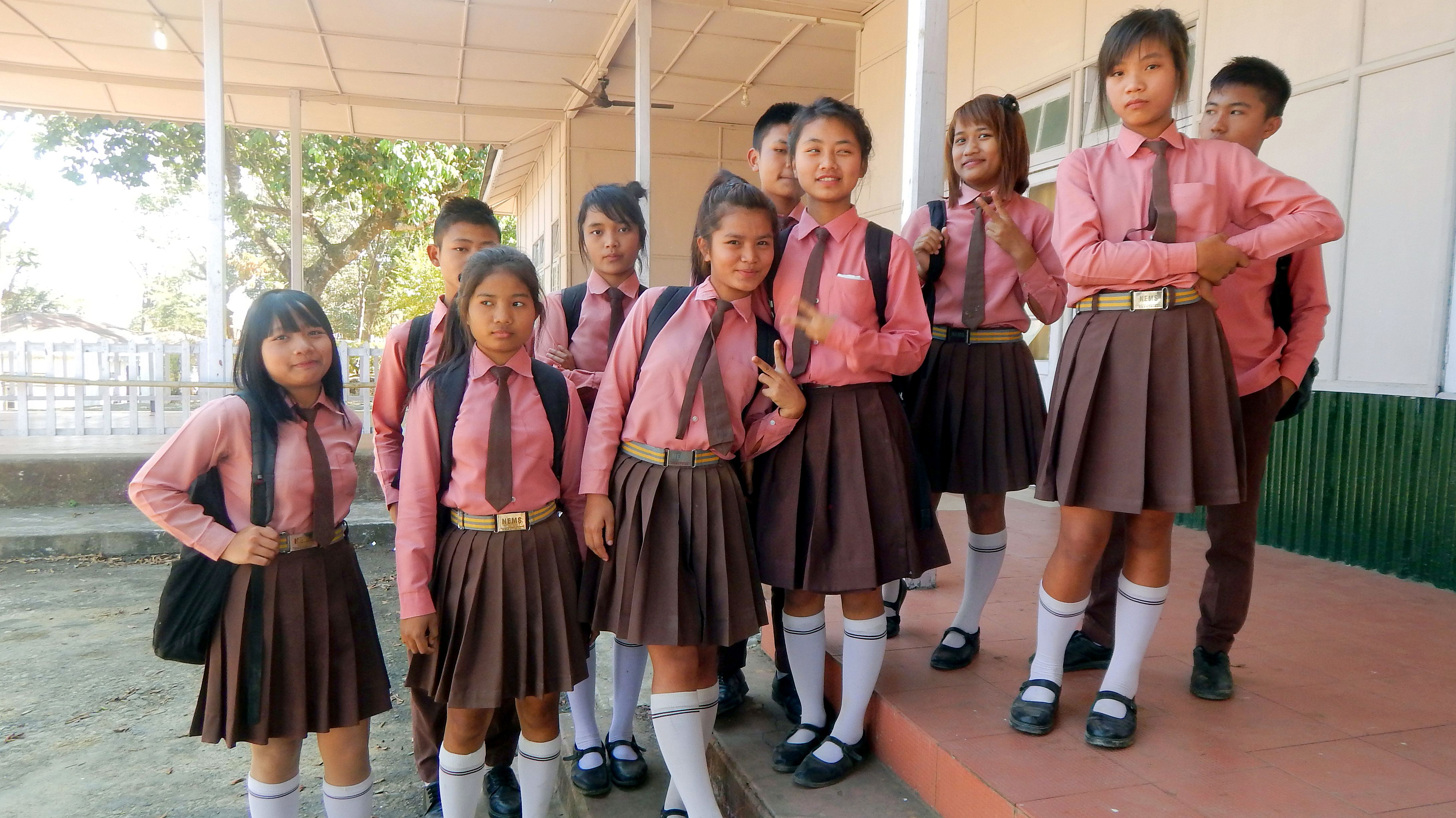
Đồng phục học sinh trường Mizo, Hnahthial, Mizoram, Ấn Độ

Đồng phục học sinh là một trang phục có những tiêu chuẩn riêng và được mặc chủ yếu trong các trường học. Đồng phục phổ biến ở các trường tiểu học và trung học tại nhiều quốc gia khác nhau. Khi được áp dụng, chúng sẽ tạo ra các quy chuẩn về ăn mặc cho mỗi nhà trường. Mặc dù có thể sử dụng thay thế nhau nhưng vẫn có sự khác biệt rõ rệt giữa khái niệm đồng phục với quy chuẩn ăn mặc. Theo học giả Joseph (1986), quần áo có thể được coi là đồng phục khi nó "(a) được coi như là một biểu tượng nhóm, (b) xác nhận tính hợp pháp của một tổ chức bằng cách thể hiện được vai trò và vị trí của các cá nhân và (c) ngăn chặn yếu tố cá nhân". Đồng phục học sinh áp dụng trong các trường học hiện nay tại Việt Nam nói riêng và trên thế giới nhìn chung có nhiều điểm khá tương đồng. Ví dụ, các nam sinh thì mặc quần tối màu với áo sơ mi sáng màu. Phụ kiện (nếu có) thường là cà vạt. Đồng phục cho các bạn nữ sinh thường là sơ mi phối cùng chân váy hoặc quần dài. Một số trường còn may thêm cả áo jacket hoặc blazer cho học sinh để bộ đồ trở lên thanh lịch và mới mẻ hơn. Trong khi đó thì với các quy chuẩn ăn mặc thường ít bị giới hạn hơn, và theo Widle "tập trung vào việc đề cao sự khiêm tốn và xóa bỏ các định kiến của xã hội về thời trang". Ví dụ, các quy chuẩn ăn mặc sẽ không cho phép mặc quần áo rách, không có biểu tượng hoặc hạn chế đến tối đa việc hở hang.

## Lịch sử
Vào thời Đế chế La Mã, các bé trai đôi khi được lựa chọn để tham gia vào những trường học hát để trở thành linh mục. Chính những học viên này đã mặc quần áo giống nhau khi tham dự các lớp học. Trong thời Trung cổ, các linh mục thường đóng vai trò như những người giáo viên. Chỉ có nam sinh mới được ưu tiên đi học. Học sinh theo học ở các nhà trường thế tục (secular school) thường không phải mặc đồng phục khi lên lớp (thường là 12 giờ/ngày)

## Tình trạng sử dụng đồng phục hiện nay

Bản đồ về quy định sử dụng đồng phục hiện nay trên toàn thế giới
Phần lớn bắt buộc phải mặc đồng phục
Phần lớn không bắt buộc phải mặc đồng phục